# Przełęcz Puchacza
 Przełęcz Puchacza – przełęcz górska 1106 m n.p.m. w południowo-zachodniej Polsce, w Sudetach Wschodnich, w Masywie Śnieżnika.
Przełęcz graniczna, położona w Sudetach Wschodnich, w południowo-zachodniej części Masywu Śnieżnika, na terenie Śnieżnickiego Parku Krajobrazowego, na południowo-zachodnim rozrogu Śnieżnika, na północny wschód od wzniesienia Trójmorski Wierch i na południowy zachód od wzniesienia Goworek, około 10 km na północny wschód od Międzlesia.
Przełęcz stanowi wyraźne siodło, o dość stromych zboczach i podejściach, wcinające się w metamorficzne skały, głównie w gnejsy śnieżnickie i łupki łyszczykowe, należące do metamorfiku Lądka i Śnieżnika. Przełęcz oddziela wzniesienie Puchacz (1190 m n.p.m.) od wzniesienia Goworek (1319 m n.p.m.). Na środku przełęczy znajduje się niewielka śródleśna polana, o powierzchni kilkudziesięciu m². Podejścia przełęczy poniżej 1000 m n.p.m. porasta las świerkowy regla dolnego z domieszką drzew liściastych, obszar powyżej przełęczy porasta las świerkowy regla górnego z borówkami: czernicą i brusznicą w runie. Na przełęczy znajduje się węzeł dróg leśnych i szlaków turystycznych. Przez przełęcz przechodzi granica państwowa między Polską a Czechami oraz dział wodny oddzielający zlewisko morza Bałtyckiego, od Morza Czarnego. Dział wodny przebiega południkowo i pokrywa się w obrębie przełęczy z przebiegiem granicy państwowej.

## Turystyka
Przez przełęcz przechodzą piesze szlaki turystyczne: 
- zielony - fragment szlaku prowadzący z Przełęczy Międzyleskiej przez Trójmorski Wierch na Śnieżnik .
- droga Szklary-Samborowice – Jagielno – Przeworno – Gromnik – Biały Kościół – Żelowice – Ostra Góra – Niemcza – Gilów – Piława Dolna – Góra Parkowa – Bielawa – Kalenica – Nowa Ruda – Sarny – Tłumaczów – Radków – Skalne Wrota – Pasterka – Karłów – Lisia Przełęcz – Białe Skały – Skalne Grzyby – Batorówek – Batorów – Skała Józefa – Duszniki-Zdrój – Schronisko PTTK „Pod Muflonem” – Szczytna – Zamek Leśna – Polanica-Zdrój – Przełęcz Sokołowska – Łomnicka Równia – Huta – Zalesie – Stara Bystrzyca – Bystrzyca Kłodzka – Pławnica – Szklary – Igliczna – Międzygórze – Jawor – Przełęcz Puchacza[1]

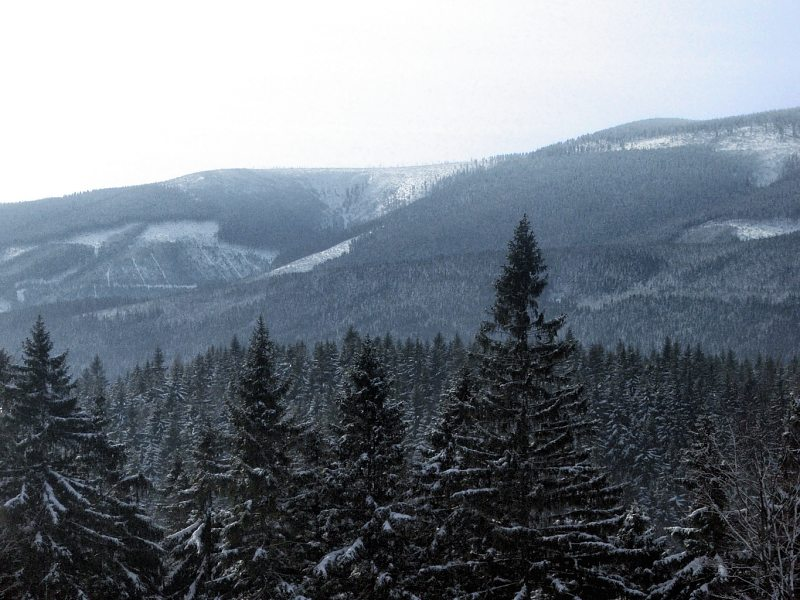
Przełęcz Puchacza i Puchacz widok od strony czeskiej